# Birwa jezik
Birwa jezik (ISO 639-3: brl), nigersko-kongoanski jezik kojim govori 15 000 ljudi u Bocvana (2004 R. Cook), u distriktu Central u selima Bobonong, Kobojango, Semolale, Motalatau i Mathathane. 
Pripada centralnoj skupini bantu jezika, podskupini sotho, kojoj još pripidaju i sjeverni i južni sotho i ndebele. Ima nešto govornika u Južnoafričkoj Republici.

## Vanjske poveznice
- Ethnologue (14th)
- Ethnologue (15th)